# Pliboux
Pliboux ist eine ehemalige französische Gemeinde mit 219 Einwohnern (Stand 1. Januar 2022) im Département Deux-Sèvres in der Region Nouvelle-Aquitaine (vor 2016 Poitou-Charentes). Sie gehörte zum Arrondissement Niort.
Der Erlass der Präfektin vom 16. Oktober 2024 legte mit Wirkung zum 1. Januar 2025 die Eingliederung von Pliboux als Commune déléguée zusammen mit den früheren Gemeinden Sauzé-Vaussais, Caunay, Pers und Montalembert zur Commune nouvelle Sauzé-entre-Bois fest.

## Geografie

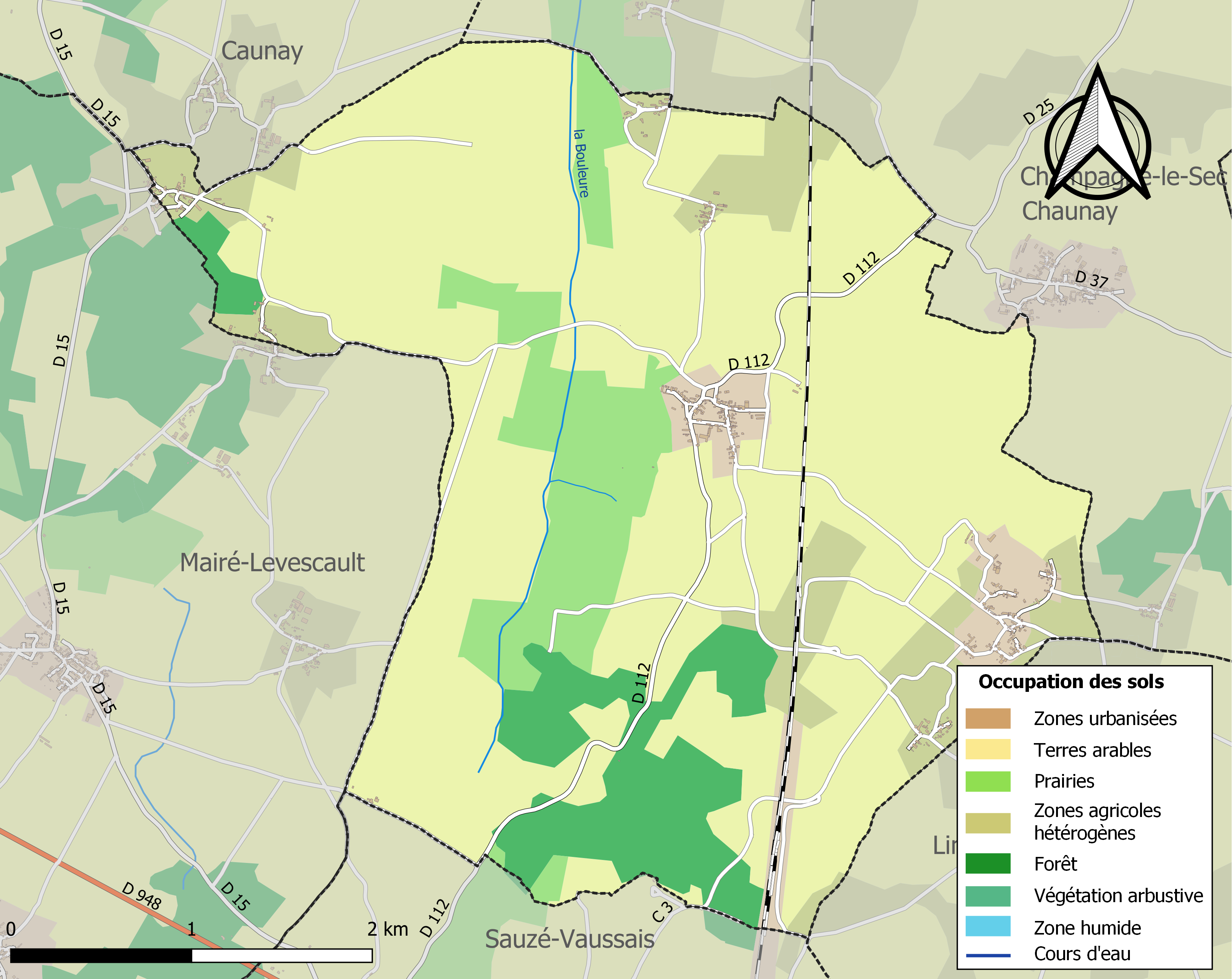
Bodennutzung, Hydrografie und Infrastruktur von Pliboux (2018)

Pliboux liegt etwa 49 Kilometer ostsüdöstlich von Niort, etwa 49 Kilometer südsüdwestlich von Poitiers und etwa 58 Kilometer nördlich von Angoulême an der Grenze zum benachbarten Département Vienne in der historischen Provinz des Poitou. Der Ort befindet sich im Einzugsgebiet der Loire und wird von dem zeitweise trockenfallenden Fossé la Bouleure entwässert, der hier entspringt. Das Zentrum befindet sich auf etwa 132 m Höhe. Das Relief des Ortsgebiets erhebt sich im Westen und im Osten auf über 140 m. Im Osten sind mehrere Windkraftanlagen installiert.
Teile des Gebiets von Pliboux gehören zum 24.450 Hektar großen Natura-2000-Schutzgebiet „Plaine de La Mothe-Saint-Héray-Lezay“ (FR5412022) und von zwei ZNIEFF-Naturzonen.
Rund 87 % der Fläche von Pliboux werden landwirtschaftlich, hauptsächlich als Kulturboden genutzt, etwa 9 % sind bewaldet, insbesondere im südlichen Ortsgebiet, etwa 4 % entfallen auf bebaute Flächen (Stand: 2018).
Umgeben wird Pliboux von den Nachbargemeinden Chaunay (Département Vienne) im Norden und Osten und Limalonges im Südosten, von der Commune déléguée Sauzé-Vaussais im Süden, der Nachbargemeinde Mairé-Levescault im Westen sowie der Commune déléguée Caunay im Nordwesten.

## Bevölkerungsentwicklung
| Jahr                       | 1962 | 1968 | 1975 | 1982 | 1990 | 1999 | 2006 | 2013 | 2020 |
| -------------------------- | ---- | ---- | ---- | ---- | ---- | ---- | ---- | ---- | ---- |
| Einwohner                  | 352  | 328  | 326  | 291  | 242  | 185  | 194  | 209  | 208  |
| Quellen: Cassini und INSEE |      |      |      |      |      |      |      |      |      |

## Sehenswürdigkeiten
- Romanische Kirche Saint-Martin

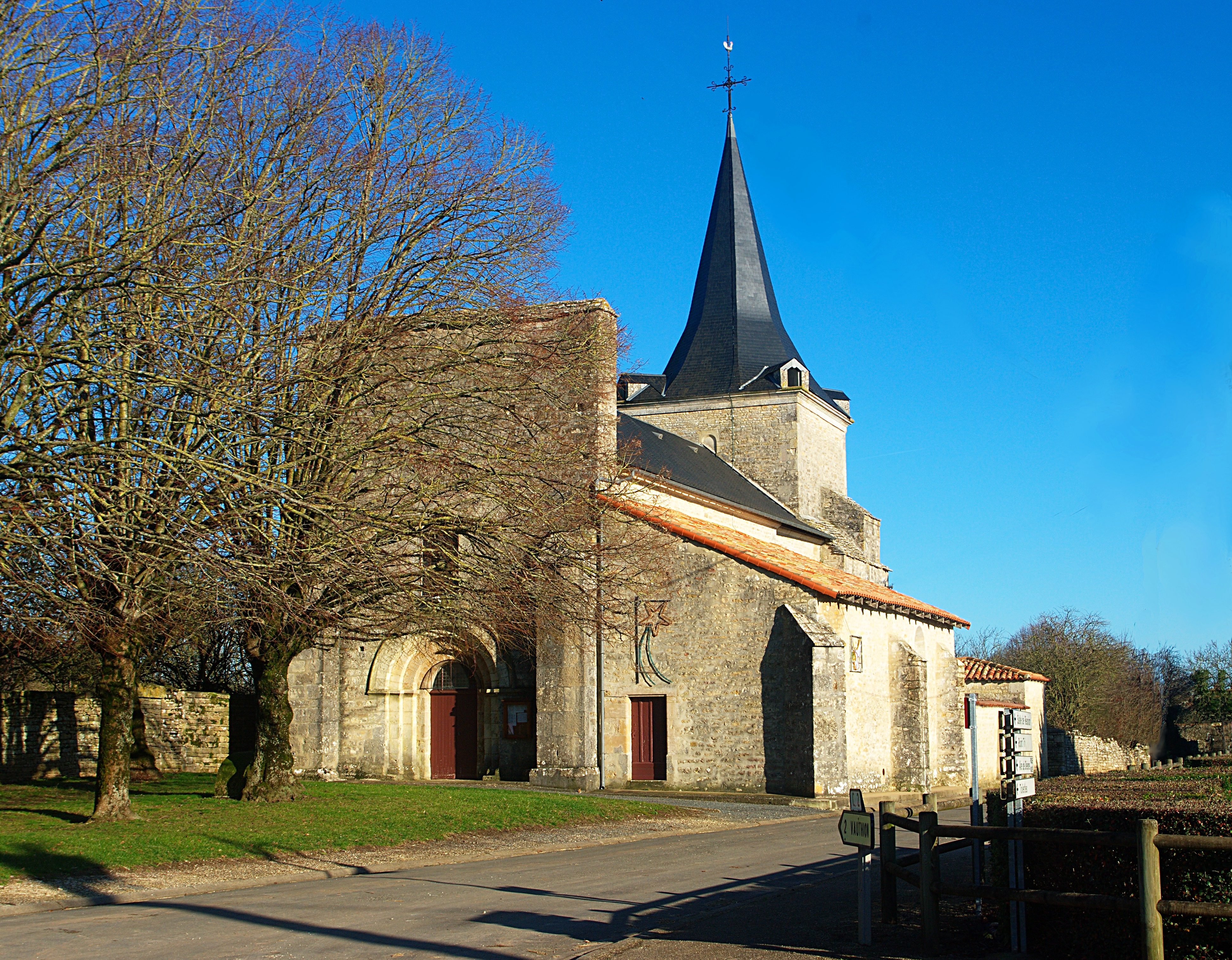
Kirche Saint-Martin
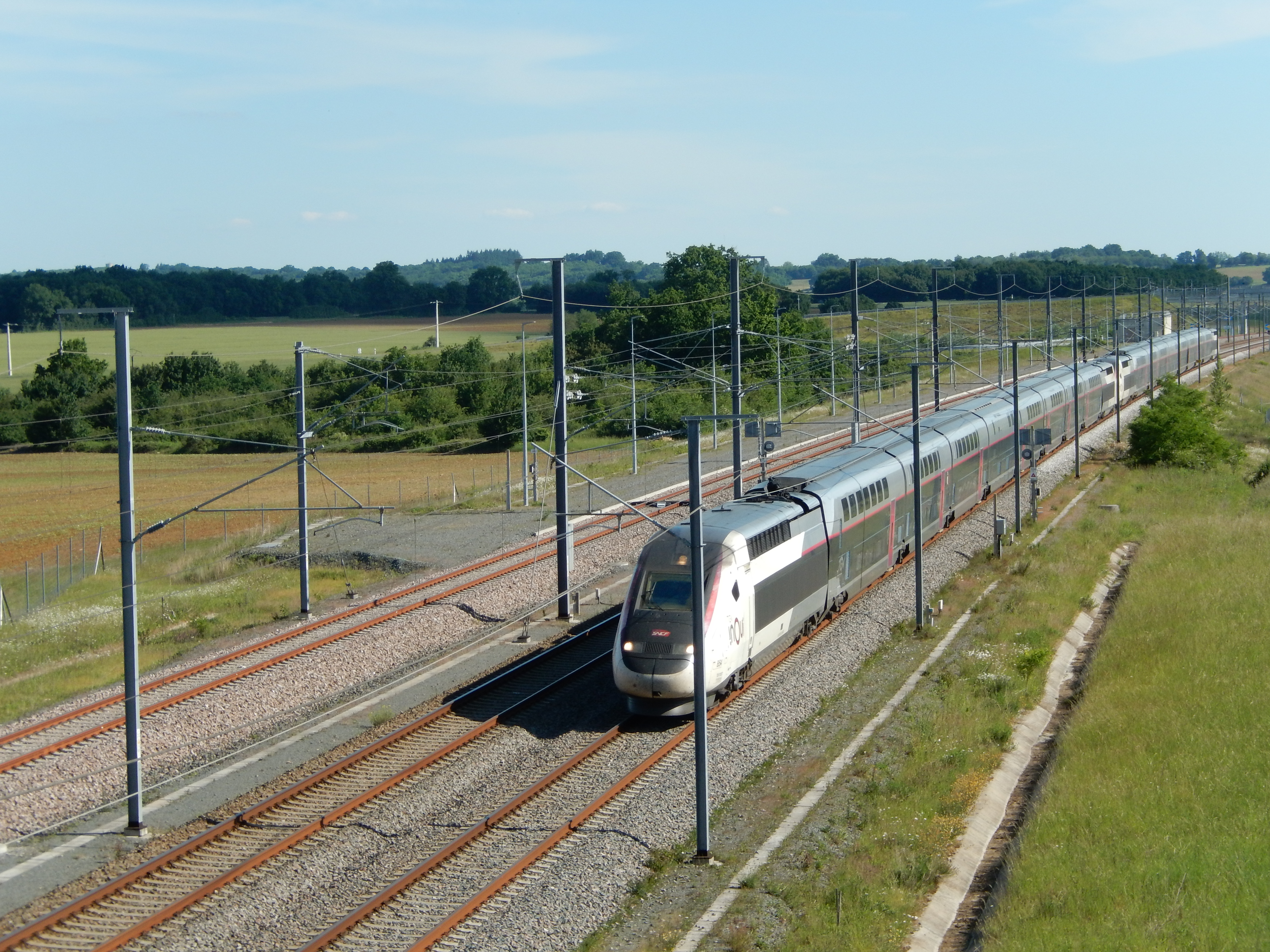
Hochgeschwindigkeitszug bei Pliboux